# Anthony Maldonado
Anthony Maldonado (Martigues, 9 de abril de 1991) es un ciclista francés que fue profesional entre 2015 y 2023, formando parte todos esos años del Saint Michel-Auber93.

## Palmarés
2018
- Circuito de las Ardenas

2019
- Ronde de l'Oise, más 1 etapa[2]